# Oscar Wester (Freestyle-Skier)
Oscar Wester (* 21. Juni 1995 in Stockholm) ist ein schwedischer Freestyle-Skier. Er startet in den Disziplinen Slopestyle und Big Air.

## Werdegang
Wester nimmt seit 2010 an Wettbewerben der AFP World Tour teil und der FIS teil. Ende März 2012 wurde er schwedischer Meister im Slopestyle. Im Januar 2013 startete er in Copper Mountain erstmals im Weltcup und belegte dabei den 51. Platz im Slopestyle. Es folgte ein vierter Platz in Silvaplana und ein zweiter Rang in Sierra Nevada und erreichte damit den dritten Platz im Slopestyle-Weltcup. Bei den Freestyle-Skiing-Weltmeisterschaften 2013 in Voss errang er den siebten Platz im Slopestyle. In der Saison 2013/14 siegte er bei der SFR Tour in Val Thorens und in La Clusaz jeweils im Slopestyle und beim Jon Olsson Invitational in Åre im Big Air. Bei den Olympischen Winterspielen 2014 in Sotschi kam er auf den 18. Platz im Slopestyle. In der folgenden Saison triumphierte er erneut im Slopestyle bei der SFR Tour in Val Thorens und im Big Air beim One Hit Wonder in Thredbo. Bei den Winter-X-Games 2015 in Aspen belegte er den 12. Platz im Slopestyle. Nach Platz neun in Cardrona und Rang sieben in Stubai zu Beginn der Saison 2017/18, wurde er beim Big-Air-Weltcup in Mönchengladbach Zweiter. Beim folgenden Weltcup in Font Romeu holte er im Slopestyle seinen ersten Weltcupsieg. Bei den Winter-X-Games 2018 errang er den achten Platz im Slopestyle und bei den Olympischen Winterspielen 2018 in Pyeongchang den 11. Platz im Slopestyle. Im März 2018 wurde er schwedischer Meister im Big Air und erreichte zum Saisonende den 17. Platz im Gesamtweltcup und den dritten Rang im Slopestyle-Weltcup. Im Mai 2018 kam er bei den X-Games Norway in Fornebu auf den neunten Platz im Big Air.